# Сороцкий, Лев Моисеевич
Лев Моисе́евич (Ле́йбиш Мо́йше-Ха́имович) Соро́цкий (24 марта 1899, Бельцы, Бессарабская губерния — 7 сентября 1937) — начальник политического отдела Управления войск пограничной и внутренней охраны (УПВО) ГПУ—НКВД Украинской ССР, дивизионный комиссар. Член Ревизионной комиссии КП(б)У в январе 1934 — мае 1937 г. Расстрелян в «особом порядке». Реабилитирован посмертно.

## Биография
Родился 24 марта (по старому стилю) 1899 года в семье служащего страхового общества. В 1918 году окончил экстерном гимназию в Кишинёве.
Член РКП(б) с марта 1919 года (по другим данным — с 1922 года). В 1921—1922 годах — член Коммунистической партии Чехословакии.
В марте 1919—1921 года — на подпольной революционной работе в румынской Бессарабии. В 1921—1922 годах — на подпольной работе в Чехословакии.
В мае-сентябре 1922 года — в Красной армии: на политической работе в 51-й стрелковой дивизии 6-й армии РККА.
С сентября 1922 года — на службе в пограничных войсках ГПУ Украинской ССР: рядовой, председатель комитета (отдела) политического просвещения батальона, начальник агитационно-пропагандистского отделения политического отдела, инспектор по агитации и пропаганде Частей пограничной охраны (ЧПО) ГПУ УкрССР (1926). В 1923 году был активным участником троцкистской оппозиции.
В январе 1928—1934 года — начальник политического отдела Управления войск пограничной и внутренней охраны (УПВО) ГПУ Украинской ССР. В 1934 — мае 1937 года — начальник политического отдела Управления пограничных и внутренних войск НКВД Украинской ССР. С мая 1937 года — в резерве НКВД УССР.
12 июня 1937 года арестован органами НКВД Украинской ССР. Внесён в  Сталинский расстрельный список в «особом порядке» НКВД УССР от 7 сентября 1937 года («за» 1-ю категорию Сталин, Молотов, Каганович, Ворошилов, Ежов). После оформления приговора 7 сентября 1937 года приговорён к расстрелу вместе с группой руководящих работников НКВД УССР (И. Ю. Купчик, Я. В. Письменный, П. В. Семёнов, Л. Г. Словинский, С. А. Пустовойтов, П. Г. Соколов-Шостак, Л. И. Стрижевский, А. М. Берман, П. М. Селиванов, М. Г. Джавахов, Е. Г. Шостак и др.). Приговор исполнен в тот же день в Киеве. Место захоронения — спецобъект НКВД УССР «Быковня». Посмертно реабилитирован ВКВС СССР 8 декабря 1956 года.

## Звание
- дивизионный комиссар (23.06.1936)

## Награды
- Орден Трудового Красного Знамени Украинской ССР (20.12.1932)
- Орден Красной Звезды (14.02.1936)
- знак «Почётный работник ВЧК-ОГПУ (V)»